# مينا سيتينكايا رونديل
مينا سيتينكايا رونديل هي عالمة إحصاء تركية أمريكية. تعمل كمحاضرة أقدم في جامعة إدنبرة في اسكوتلندا، المملكة المتحدة. وأيضا أستاذة ممارسة في جامعة ديوك. واضافة لكونها معلمة محترفة في آر ستوديو. وهي مؤلفة لثلاثة كتب مرجعية مفتوحة المصدر في علم الإحصاء. ومحاضرة في موقع التعليم الإلكتروني كورسيرا.  وهي الرئيسة المنتخبة لقسم التعليم الإحصائي برابطة الإحصاء الأمريكية.

## حياتها
نشأت سيتينكايا رونديل في تركيا وتخرجت من كلية روبرت، قبل ذهابها إلى الولايات المتحدة لدراسة البكالوريوس في العلوم الاكتوارية في جامعة نيويورك. بعد العمل كخبير اكتواري في منظمة بوك الاستشارية، التحقت سيتينكايا رونديل في كلية الدراسات العليا بجامعة كاليفورنيا، لوس أنجلوس. حصلت على درجتي الماجستير والدكتوراه في الإحصاء من جامعة كاليفورنيا في لوس أنجلوس. تم الانتهاء من أطروحتها، المعنونة تقدير تأثير تلوث الهواء باستخدام تقدير مساحة صغيرة، تحت إشراف جان دي ليو.

## عملها
شاركت سيتينكايا رونديل في تأليف ثلاثة كتب مرجعية مفتوحة المصدر، اوبن انترو: الإحصاء،  مقدمة احصائية إلى العشوائية والمحاكاة، واوبن انترو: إحصاء متقدم للمدارس الاعدادية. وهي مؤلفة في حزمة لغة آر، وأوبن إنترو. سيتينكايا روندل هي أيضًا من دعاة التحليل القابل للتكرار في سياق تعليم الإحصاء.
تم انتخاب سيتينكايا رونديل زميلًا في الرابطة الأمريكية للإحصاء في عام 2020. تم انتخابها رئيسًا لبرنامج الحوسبة الإحصائية أي اس أي (ASA) في عام 2021.